# Palau Maravegia
El Palau Maravegia és un edifici arquitectònic venecià situat al barri de Dorsoduro i amb vistes al canal de San Trovaso, a prop del pont Maravegie.
Va ser la seu de la família del mateix nom, vinculada a la història d'Alessandra Maravegia, una noble que, empresonada pels turcs, va escollir morir per la Sereníssima.

## Descripció
De dimensions modestes, la façana del palau Maravegia es caracteritza per les seves línies gòtiques del segle XV i el seu guix rosa.
La planta baixa s'obre per un senzill portal quadrangular.
Els dos pisos superiors tenen una obertura més rica, amb la superposició central de dos grans quadrifores ogivals trilobulats: el del primer pis està inserit en un marc de marbre i sostingut per columnes corínties policromades.
Ambdues finestres quadrades tenen balustrada i estan flanquejades a banda i banda per una finestra monofàl·lica, la de l'esquerra està tapiada.
A la part superior de la façana també hi ha dos petits panells amb elements florals esculpits.

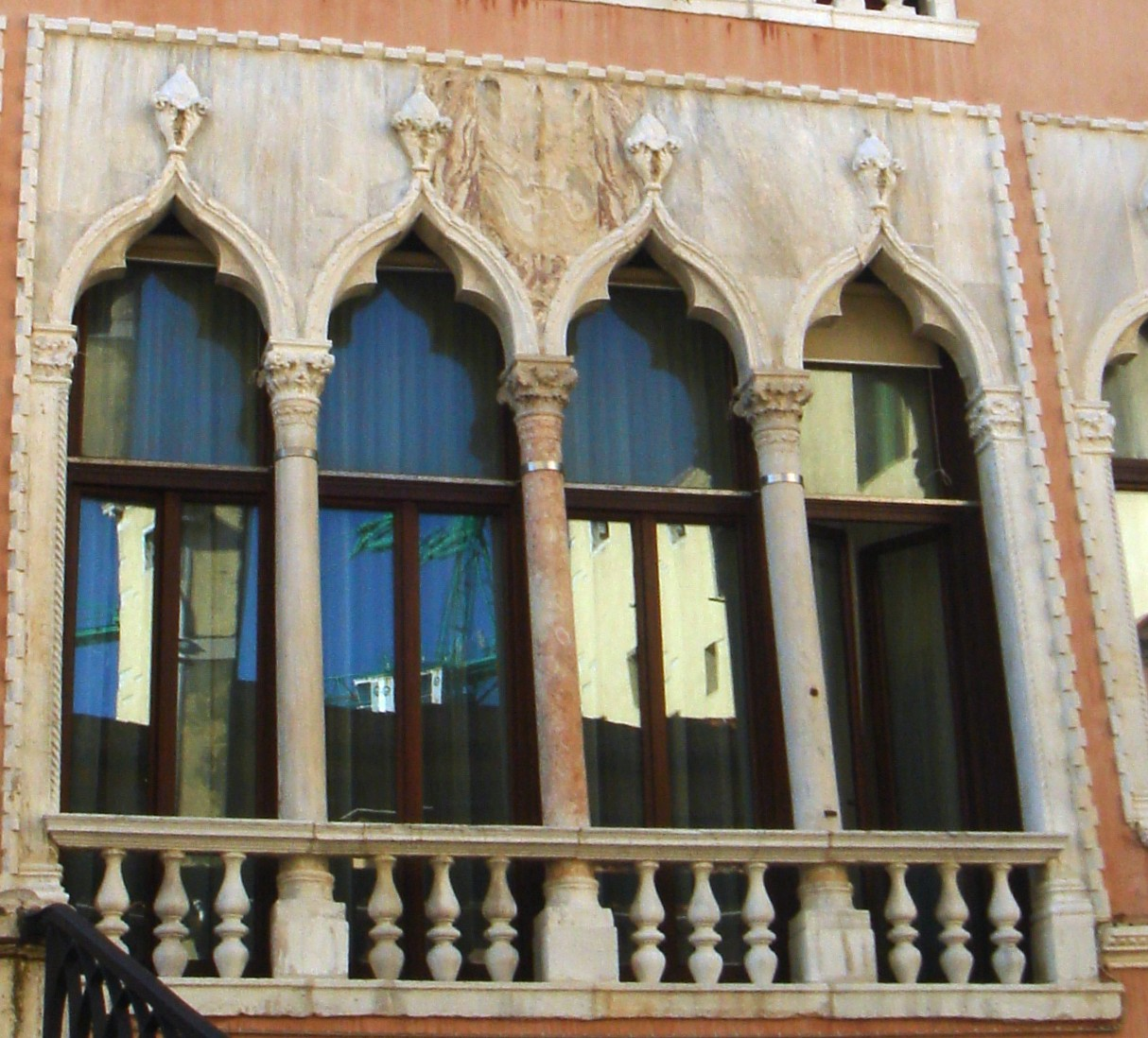
El quadrifora del primer pis

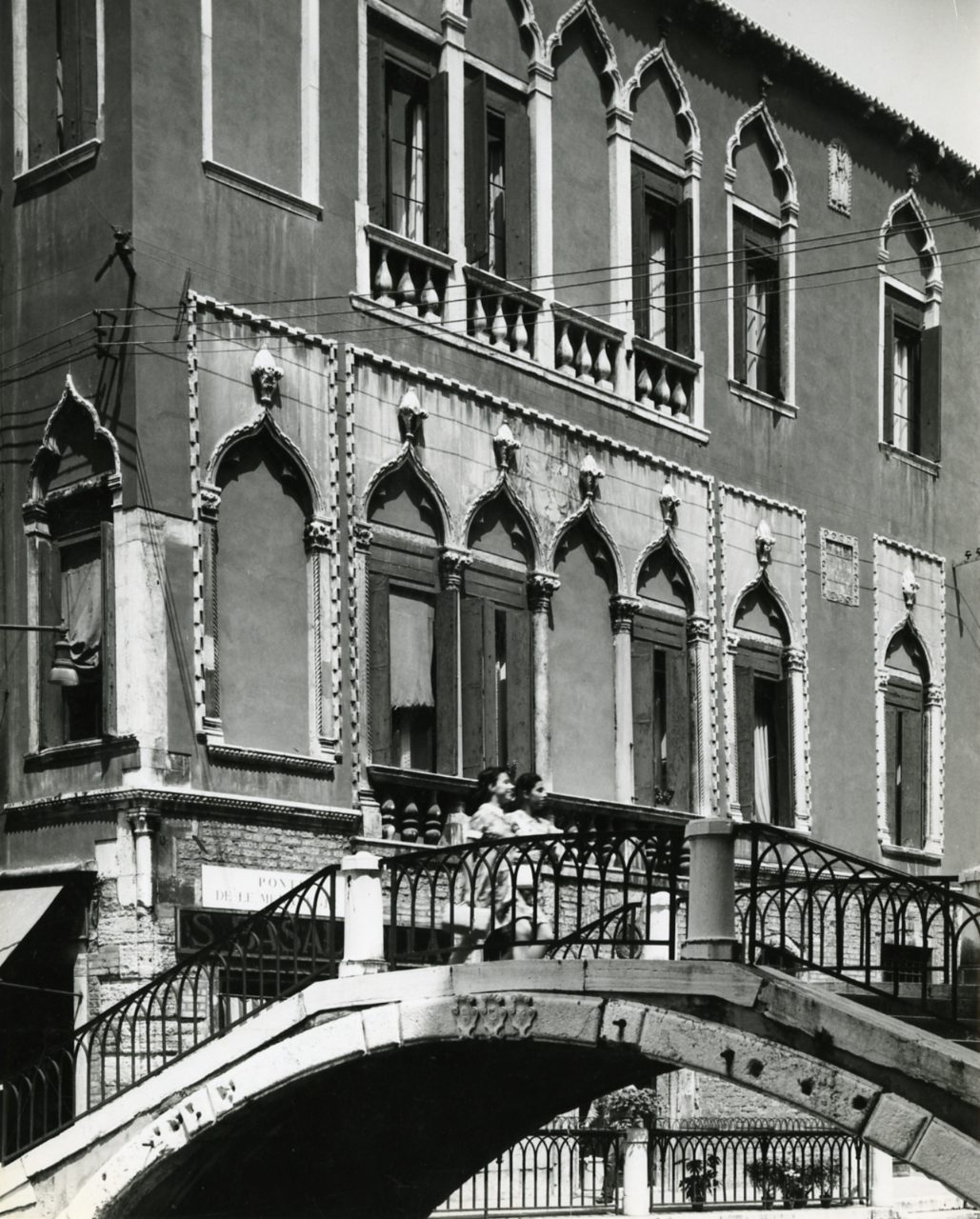
El pont de Maravegie i la façana del palau. Fotografia de Paolo Monti, 1969.